# Evelyn Williamson
Evelyn Catherine Laura Williamson (Hamilton, 30 augustus 1978) is een Nieuw-Zeelands triatlete uit Waikanae Beach. Ze nam eenmaal deel aan de Olympische Spelen en won bij die gelegenheid geen medaille.
Williamson deed in 2000 mee aan de eerste triatlon op de Olympische
Zomerspelen van Sydney. Ze behaalde een 22e plaats in een tijd van 2:05.38,30.
Ze heeft lichamelijke oefening gestudeerd en heeft een diploma voor lerares. Haar zus is nationaal kampioen lange afstandszwemmen.

## Titels
- Nieuw-Zeelands kampioene triatlon - 1997

## Belangrijke prestaties

### triatlon
- 1996: 16e WK olympische afstand in Cleveland - 1:55.39
- 1996: 28e WK lange afstand in Muncie - 4:35.34
- 1998:  WK olympische afstand in Lausanne - 2:08.12
- 1999: 16e WK olympische afstand in Montreal - 1:58.10
- 2000: 4e ITU wereldbekerwedstrijd in Lausanne
- 2000: 22e Olympische Spelen in Sydney - 2:05.38,30
- 2001: 9e ITU wereldbekerwedstrijd in Corner Brook
- 2001: 9e WK olympische afstand in Edmonton - 2:01.11
- 2002: 10e Gemenebestspelen in Manchester
- 2004: 4e ITU wereldbekerwedstrijd in Edmonton
- 2004: 13e ITU wereldbekerwedstrijd in Tongyeong
- 2004: 20e ITU wereldbekerwedstrijd in Mazatlan
- 2004: 25e WK olympische afstand in Funchal - 1:56.55
- 2005: 23e WK olympische afstand in Gamagori - 2:03.16
- 2006: 18e WK olympische afstand in Lausanne - 2:07.31
- 2007: 46e WK olympische afstand in Hamburg - 2:00.18